# Норац, Мирко
Мирко Норац (хорв. Mirko Norac, 19 сентября 1967, Оток, СФРЮ) — генерал-майор вооружённых сил Хорватии в отставке, в годы войны в Хорватии командовал 9-й гвардейской бригадой «Волки» Национальной гвардии Хорватии. В 2003 году стал первым хорватским военачальником, осужденными хорватским судом за военные преступления. Позднее был экстрадирован в Гаагу. Вышел на свободу после десятилетнего заключения в ноябре 2011 года.

## Служба
Родился в деревне Оток, Социалистическая Республика Хорватия (ныне жупания Сплитско-Далматинска Республики Хорватия). Учился в школе в городе Синь. В августе 1990 года после первых свободных выборов в Югославии устроился на работу в МВД СР Хорватии, с 12 сентября 1990 года сотрудник антитеррористической группы Лучко. Участник столкновений на Плитвицких озёрах.

### В Госпиче
В сентябре 1991 года Норац ушёл из полиции и отправился в Госпич, окружённый хорватскими частями с трёх сторон. В составе хорватских военизированных организаций Норац организовал осаду казарм ЮНА имени Станко Опсеницы. Оборону казарм держали 200 солдат и 70 офицеров ЮНА, а также члены сербских военизированных частей. Город был окружён с трёх сторон хорватскими частями. Четырёхдневная осада закончилась взятием казармы. В середине сентября Норац стал командиром 118-й пехотной бригады вооружённых сил Хорватии, получив звание полковника и став самым молодым среди всех действовавших полковников ВС Хорватии.
В октябре 1991 года солдаты 118-й бригады устроили резню в Госпиче: от их рук погибло от 100 до 120 местных сербских жителей. Считается, что Норац лично отдал приказ об их расстреле.

### Операция «Масленица»и «Медакский карман»
В ноябре 1992 года Норац был назначен командиром 6-й гвардейской бригады, позднее переименованной в 9-ю гвардейскую моторизованную бригаду. В начале 1993 года он участвовал в операции «Масленица», а затем командовал войсками в операции «Медакский карман», в ходе которых его подчинённые (как и другие хорватские войска) совершили множество преступлений против этнических сербов. В ходе операции «Медакский карман» Норац был ранен в обе руки и обе ноги неразорвавшейся противопехотной миной.
Проведя месяц в Загребском госпитале, Норац вернулся в Госпич. В 1994 году он был произведён в бригадиры и назначен командиром оперативной зоны Госпич, а в том же году принял участие в празднике «Синьска алка» и получил титул «воеводы». На празднике присутствовали мэр Загреба Милан Бандич и другие хорватские высокопоставленные лица.

### Операция «Буря» и события после операции
В августе 1995 года Норац участвовал в операции «Буря», 25 сентября того же года произведён в генерал-майоры, а 15 марта 1996 года возглавил Книнский корпус и Книнский военный округ.
28 сентября 2000 года Норац подписал письмо двенадцати генералов, выступив против попыток пересмотра официальной точки зрения на Отечественную войну в Хорватии. На следующий день Степан Месич отправил Нораца в отставку.

## Военные преступления

### Резня в Госпиче
Секретарь Ликского кризисного штаба Тихомир Орешкович 16 октября 1991 года на секретной встрече подписал распоряжение об уничтожении этнических сербских граждан, проживавших в Госпиче и его окрестностях. На встрече присутствовал и Мирко Норац во главе группы солдат и полицейских. В тот же день хорватские солдаты стали вырваться в дома Госпича и выводить оттуда сербские семьи якобы под предлогом проведения допросов. Все задержанные позднее были расстреляны за городом: организацией расстрелов занимался Норац, лично убив одну из женщин. Среди убитых значились следующие имена: Радмила Станич, Бранко Кузманович, Бранко Штулич, Станко Смилянич, Радойка Диклич, Мирьяна Калань, Джордже Калань, Дане Буль, Милан Пантелич, Милева Орлович, Милош Орлович, Радован Барац, Любица Трифунович, Петар Лазич, Борка Вранеш, Богдан Шупут, Душанка Вранеш, Никола Гайич и Желько Мркич.
8 февраля 2001 года Министерство внутренних дел Хорватии получило ордер на арест Мирко Нораца. Задержанный спросил загребскую полицию, мог ли он перебраться в Риеку, чтобы скрыться от глаз СМИ, и получил разрешение на выезд в Риеку. Вскоре он скрылся, объявившись только 22 февраля и официально отвергнув все обвинения. 5 марта было открыто уголовное дело в отношении Мирко Нораца, Тимхомира Орешковича, Степана Грандича, Ивицы Рожича и Милана Цанича: их обвинили в убийстве 50 гражданских лиц в Карлобаге, Пазариште и Липове-Главице.
Судебное следствие продолжалось 14 месяцев в суде общины Риека, около 150 человек (в том числе хорватские солдаты и гражданские лица) дали показания. 24 марта 2003 года Норац был признан виновным и приговорён к 12 годам тюрьмы, Орешкович получил 15 лет, а Грандич — 10 лет. Остальных — Рожича и Цанича — оправдали из-за недостатка доказательств. Норац отбывал наказание в Глине, где ему разрешали как минимум один раз отправиться в Синь, чтобы встретиться с семьёй. Спустя 8 лет его освободили из тюрьмы.

### Операция «Медакский карман»
20 мая 2004 года Международный трибунал по бывшей Югославии открыл уголовное дело против Мирко Нораца, Рахима Адеми и Янко Бобетко, обвинив их в массовых убийствах и выселениях сербских мирных жителей во время операции «Медакский карман» 1993 года. В обвинительном заключении значилось, что были разрушены все сербские деревни и тем самым сербские жители остались без крыш над головой. Нораца обвиняли в организации преследований и массовых убийств на почве национальной и религиозной неприязни; в частности, подчинённые ему солдаты надругались над трупом женщины по имени Боя Певач и сожгли заживо другую женщину по имени Боя Вуйнович.
8 июля 2004 года Норац был отправлен в Гаагу. Он не признал себя виновным ни по одному пункту, а вскоре судьи разрешили ему вернуться в хорватскую тюрьму. Янко Бобетко умер, и 14 сентября 2005 года МТБЮ передал дело уже на рассмотрение хорватских судей: тем самым Нораца и Адеми судили уже по хорватским законам. С июня 2007 по 30 мая 2008 года шёл судебный процесс в Загребе, по итогам которого Нораца признали виновным в халатности и неспособности остановить солдат, которые совершали убийства и пытки сербов. Норац получил ещё семь лет тюрьмы.
Несмотря на последующее освобождение Нораца в 2011 году, 17 декабря 2013 года на него завели ещё одно дело: родственники гражданских лиц, погибших от рук подчинённых Нораца во время войны, потребовали от него выплаты 111 тысяч евро морального ущерба.

## Семья
Супруга — Елена Миденяк, зубной врач (женился 3 января 2009 года). Сын — Анте.